# Münsterland Giro 2006
Il Münsterland Giro 2006, prima edizione della corsa, valido come evento dell'UCI Europe Tour 2006 categoria 1.1, si svolse il 3 ottobre 2006 su un percorso di 202,99 km. Fu vinto dal tedesco Paul Martens, che giunse al traguardo con il tempo di 4h 41' 00" alla media di 43,34 km/h.
Al traguardo 97 ciclisti portarono a termine il percorso.

## Squadre partecipanti
| N.      | Cod. | Squadra                 |
| ------- | ---- | ----------------------- |
| 1-8     | GST  | Gerolsteiner            |
| 11-18   | TMO  | T-Mobile Team           |
| 21-28   | MRM  | Team Milram             |
| 31-38   | DVL  | Davitamon-Lotto         |
| 41-48   | VBG  | Team Vorarlberg         |
| 51-58   | LAN  | Landbouwkrediet-Colnago |
| 61-68   | WIE  | Team Wiesenhof-Akud     |
| 71-78   | SKS  | Skil-Shimano            |
| 91-98   | TLM  | Team Lamonta            |
| 101-108 | TRS  | Regiostrom-Senges       |

| N.      | Cod. | Squadra                        |
| ------- | ---- | ------------------------------ |
| 111-118 | HVH  | Heinz Von Heiden Team Hannover |
| 121-128 | TNB  | Team Notebooksbilliger.de      |
| 131-138 | TSP  | Team Sparkasse                 |
| 141-148 | ASP  | AC Sparta Praha                |
| 151-158 | GLU  | Glud & Marstrand Horsens       |
| 161-168 | LOW  | Team Löwik Meubelen            |
| 171-178 | PCH  | Procomm-Van Hemert             |
| 181-188 | RB3  | Rabobank Continental Team      |
| 191-198 | CCD  | Differdange-Apiflo Vacances    |

## Ordine d'arrivo (Top 10)
| Pos. | Corridore       | Squadra         | Tempo    |
| ---- | --------------- | --------------- | -------- |
| 1    | Paul Martens    | Skil-Shimano    | 4h41'00" |
| 2    | Sjef De Wilde   | Landbouwkrediet | a 2"     |
| 3    | Marcel Sieberg  | Wiesenhof       | s.t.     |
| 4    | Thomas Fothen   | Gerolsteiner    | s.t.     |
| 5    | Jonas Owczarek  | Sparkasse       | s.t.     |
| 6    | Evgeny Popov    | Rabobank Con.   | s.t.     |
| 7    | Olaf Pollack    | T-Mobile Team   | s.t.     |
| 8    | André Greipel   | T-Mobile Team   | s.t.     |
| 9    | Stefan Löffler  | Sparkasse       | s.t.     |
| 10   | Roman Kuntschik | Team Hannover   | s.t.     |